# Oštrica (otok)
Oštrica je nenaseljeni otočić uz istočnu obalu otoka Kaprija, udaljen tek 30 metara.
Njegova površina iznosi 0,021 km². Dužina obalne crte iznosi 0,54 km.